# MIRV

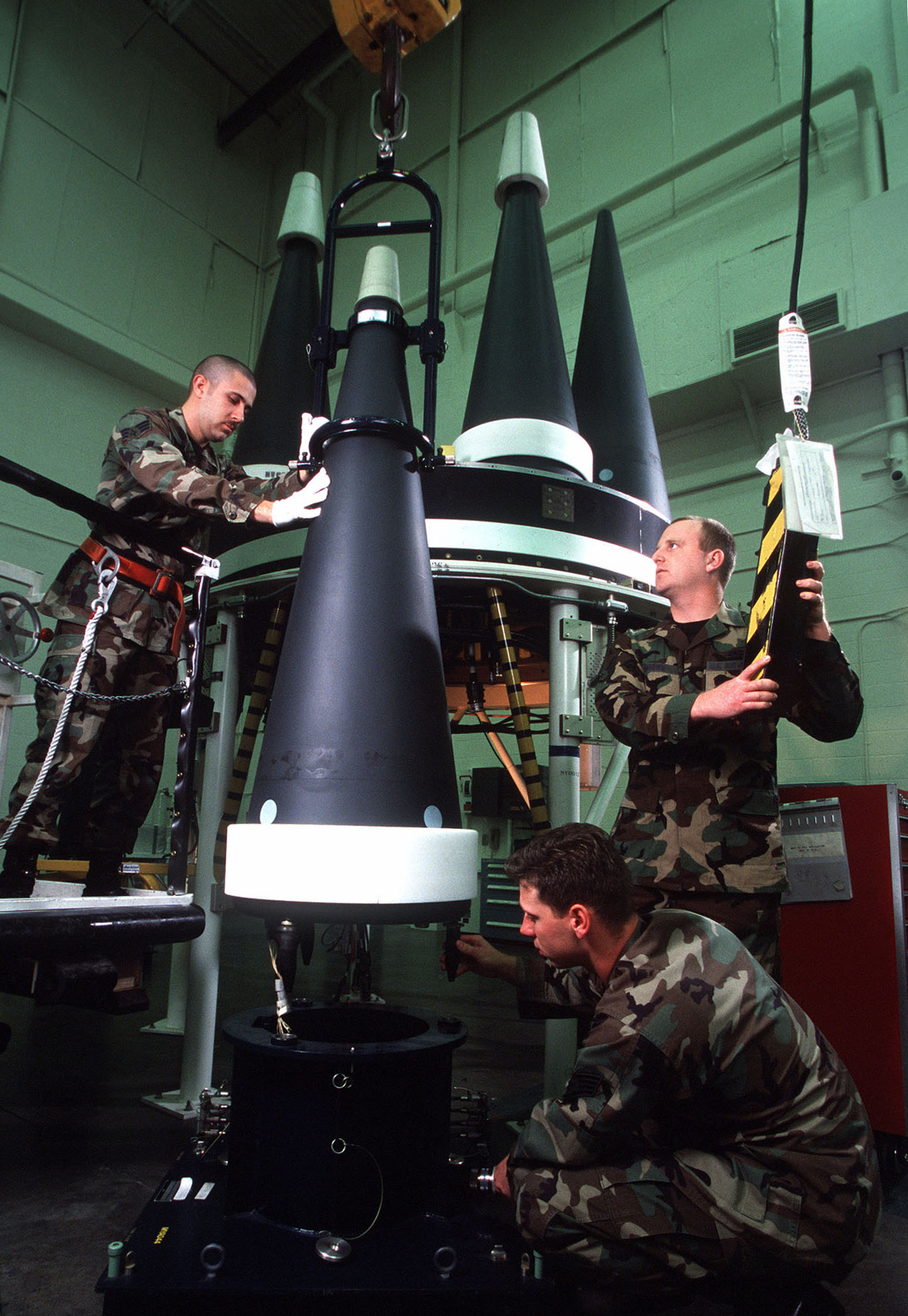
Amerikaanse militairen verwijderen de vier onafhankelijke kernkoppen van een Peacekeeper ICBM

MIRV staat voor Multiple Independently Targetable Reentry Vehicle, in het Nederlands: Draagraket van Meervoudige Onafhankelijke Richtbare Springkoppen. Het MIRV-systeem bestaat uit een draagraket die meerdere kernkoppen bevat. Dit in contrast met de traditionele raket die één kernkop en één raketmotor bevat. Het idee is één raket te lanceren waarvan de lading zich tijdens de binnenkomst in de atmosfeer opsplitst in meerdere eenheden, die gericht verschillende doelen bereiken.

## Doel
De redenering achter het gebruik van een MIRV-systeem is vierledig:
1. Er wordt een maximum van schade aangericht met een minimum aan raketten.
2. De efficiëntie van antiraketinstallaties (ABM of Anti-Ballistic Missile system) wordt sterk verminderd. Deze antiraketinstallaties richten zich op één enkele ballistische raket met één enkele kernkop. Het wordt moeilijk voor deze systemen om MIRV's neer te halen, het betreft dan namelijk niet één maar drie tot zestien kernkoppen. Niet alleen militair, maar ook financieel is het derhalve moeilijker zich te verdedigen tegen MIRV-systemen. Aangezien er meer antiraketinstallaties nodig zijn om een MIRV neer te halen dan het geval is bij een gewone ballistische raket, lopen de kosten om deze verdedigingssystemen te onderhouden en te bemannen op.
3. Met een MIRV is er maar één lancering nodig om verschillende doelen te raken, in plaats van twaalf tot zestien lanceringen. Dit vermindert de kosten en de organisatiedruk van de operatie.
4. Door de verschillende springkoppen wordt de impact op het doelgebied veel groter. Op 4 km van de plaats van inslag van een enkele kernkop is de druk van de explosie nog slechts 1/64ste van druk die gevoeld wordt op 1 km van de inslag. Kleinere kernkoppen die verspreid op eenzelfde gebied inslaan, vergroten de druk en dus de vernietigingskracht op dat gebied.

## Geschiedenis
De eerste MIRV was de Amerikaanse US Minuteman III-raket uit 1970. Deze draagraket kon worden uitgerust met drie springkoppen van elk 330 kiloton TNT-equivalent. Door dit soort raketten steeg het inzetbare kernarsenaal van de VS, hierdoor rees het belang van de First-Strike of de Eerste aanval. De VS kon met behulp van MIRV-systemen zoals de Minuteman III snel veel doelen raken en zo de nucleaire vergeldingscapaciteit van de Sovjet-Unie onklaar maken. De Sovjet-Unie volgde in 1975 met het inzetten van de R-36M of SS-18 Satan. De Sovjetraketten hadden echter een grotere capaciteit dan de Amerikaanse Minuteman III, wat ervoor zorgde dat de vrees bij de VS toenam. De wapenwedloop versnelde door de angst voor deze nieuwe wapensystemen. Na de Koude Oorlog werd bij het START II verdrag uit 1991-1992 het bezit van dit type wapen uitgebannen. START II is overigens nooit geratificeerd door de Russische Doema omwille van onenigheid over het ABM-verdrag (Anti-Ballistic Missiles). In 2006 claimde de Russische federatie zelfs te beschikken over het meest geavanceerde MIRV-systeem in haar RSM-56 Bulava raketten.

## Van lancering tot inslag
De hoofdmotor in het onderste compartiment van een MIRV-raket brengt de raket in zijn baan. Het onderste compartiment wordt losgekoppeld en kleinere raketmotoren in de volgende compartimenten sturen bij. De raket wordt op koers gehouden met behulp van traagheidsnavigatie. Na het loskoppelen van de twee bijsturingscompartimenten  leidt de 'reentry'-trap de kernkoppen een voor een boven hun doel.

Het vliegpad van de Amerikaanse MIRV-raket Minuteman III